# Solnisko

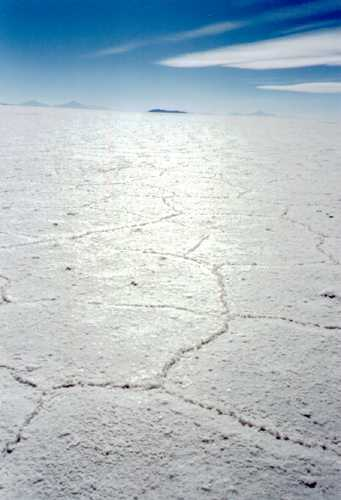
Salar de Uyuni w Boliwii

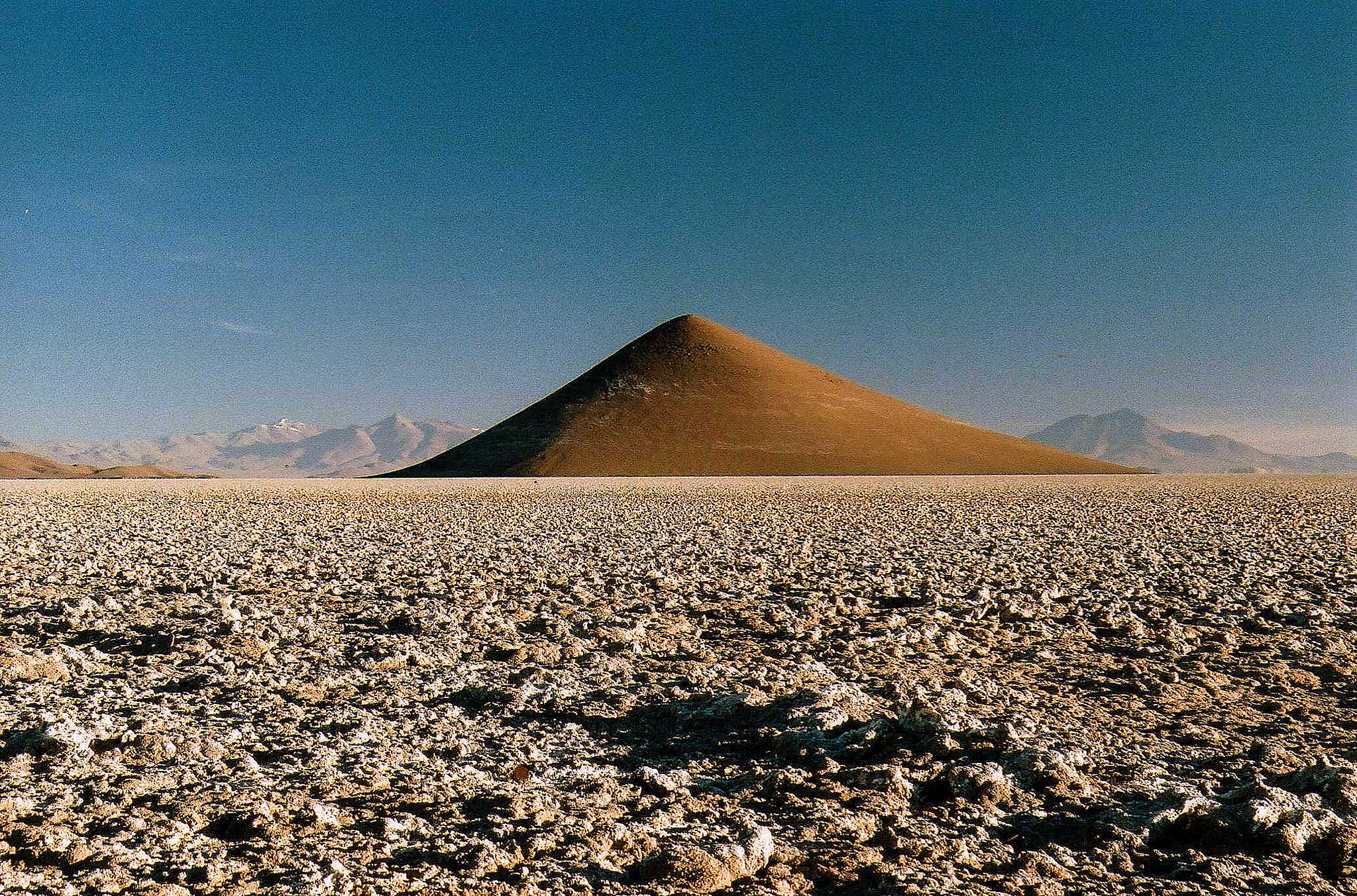
Cono de Arita w Salar de Arizaro w prowincji Salta w Argentynie)

Solnisko – obszar lądowy, zwykle bagienny lub wilgotny, charakteryzujący się znacznym zasoleniem wód zasilających lub stagnujących.

## Klasyfikacja i występowanie
Ze względu na miejsce i sposób powstawania wyróżnić można solniska nadmorskie i śródlądowe. W pierwszym wypadku solniska zasilane są słonymi wodami morskimi. Powstają zwykle w obszarach zalewanych przez pływy morskie lub na nisko położonych obszarach okresowo zalewanych podczas spiętrzania wód morskich (w Polsce np. w obrębie delty wstecznej Świny podczas tzw. cofki wód morskich powodowanej przez wiatry północne).
Solniska śródlądowe powstają często na obszarach o klimacie suchym w miejscach, gdzie parowanie znacznie przewyższa opady. W miejscach takich woda pochodząca z okresowych opadów gromadzi się w obniżeniach terenu tworząc jeziora (zob. jezioro słone), zwykle okresowe. Rozpuszczone w wodzie związki mineralne na skutek silnego parowania wytrącają się z roztworu, powodując zasolenie obszaru. W efekcie powstają słone bagna lub suche złoża soli zajmujące często rozległe przestrzenie np. w Ameryce Południowej (określane tu nazwą salar: Salar de Uyuni, Salar de Atacama), w Australii, w Iranie.
Solniska śródlądowe występują także w strefie klimatu umiarkowanego, gdzie powstają w miejscach wysięków zasolonych wód podziemnych – solanek. W Polsce występują w rejonie Kujaw, Kołobrzegu, Kamienia Pomorskiego.

## Ekosystem

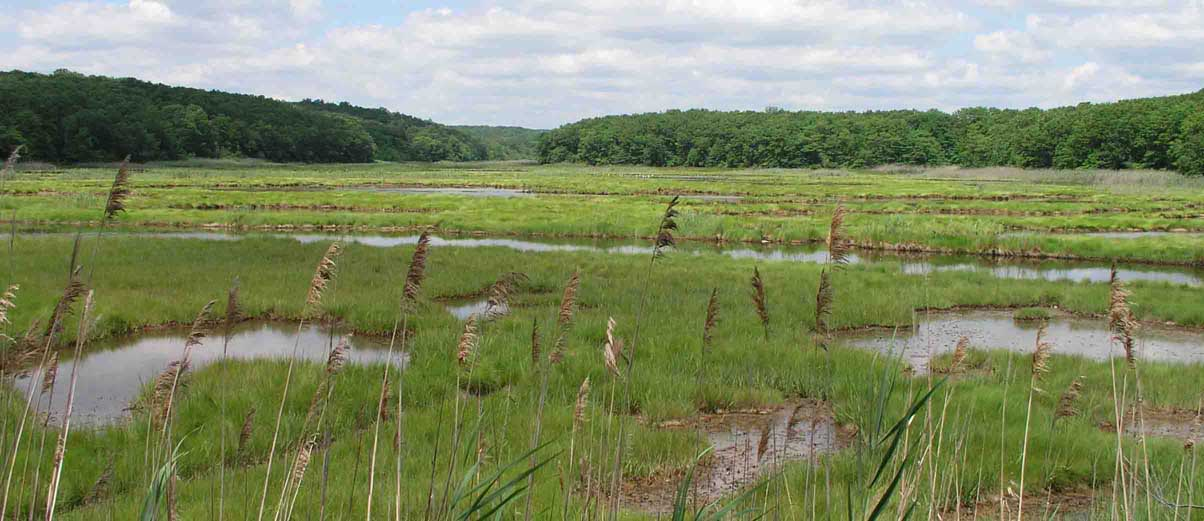
Słone bagno na atlantyckim wybrzeżu Stanów Zjednoczonych.

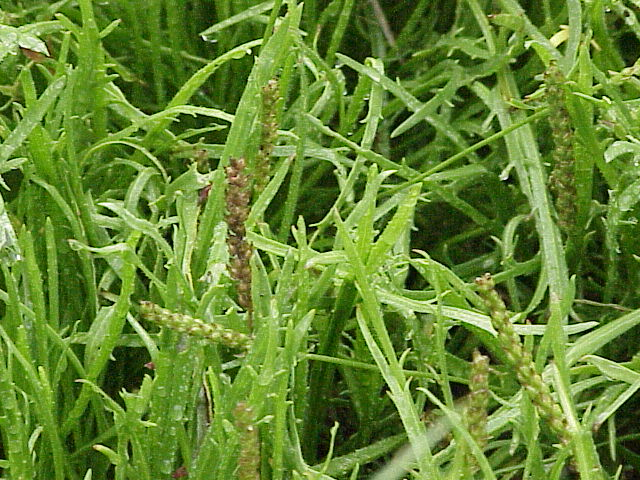
Babka pierzasta Plantago coronopus występująca w Polsce tylko na dwóch stanowiskach

Solniska ze względu na wysokie koncentracje soli, zwłaszcza chlorku sodu stanowią ekstremalne siedlisko przyrodnicze. Funkcjonować tu mogą tylko wyspecjalizowane organizmy zwane halobiontami – odporne na wysokie stężenia chlorków. Rośliny zdolne przetrwać w takich warunkach i w dodatku preferujące takie siedliska zwane są halofitami.
Solniska śródlądowe w klimacie suchym zwykle pozbawione są pokrywy roślinnej zupełnie. W Europie i Ameryce Północnej w miejscach silnie zabagnionych (strefy pływów lub wydajne wysięki zasolonych) powstają bagniska, w których luźno rosną solirody (Salicornia spp.) – niewielkie rośliny o mięsistych łodygach i łuskowatych liściach oraz trawy z rodzaju Spartina. Rośliny te mają charakter pionierski i po stabilizacji przez nie błotnistego gruntu umożliwiają wkraczanie kolejnych roślin i powstawanie zbiorowisk solniskowych o zwartej pokrywie roślinnej. W efekcie powstają łąki solniskowe, które dominują na solniskach w Polsce. Najliczniej występują w nich trawy: mannica odstająca Puccinellia distans, mietlica rozłogowa Agrostis stolonifera i kostrzewa czerwona Festuca rubra oraz sit Gerarda Juncus gerardi. Rosną tu poza tym liczne gatunki zwykle rzadko lub wcale poza solniskami niespotykane.

## Ochrona przyrody
Ze względu na swoją specjalizację solniska jako ekosystemy są wrażliwe na zanieczyszczenia i przekształcenia warunków siedliskowych. Ze względu na ich silne zagrożenie są one często chronione.
W Unii Europejskiej na podstawie dyrektywy siedliskowej jako siedlisko przyrodnicze wymagają zachowania w obszarach Natura 2000. W Polsce poza projektowanymi obszarami Natura 2000 solniska chronione są też w rezerwatach: Ciechocinek, Beka oraz w społecznym rezerwacie Ogólnopolskiego Towarzystwa Ochrony Ptaków na wyspie Karsiborska Kępa. Dodatkowo szereg halofitów podlega ochronie gatunkowej.